# Schwedische Fußballnationalmannschaft (U-18-Junioren)
Die schwedische U-18-Fußballnationalmannschaft ist eine schwedische Fußballjuniorennationalmannschaft. Bis 2001 vertrat sie das Königreich Schweden als Auswahlmannschaft in der U-18-Altersklasse insbesondere bei UEFA-Wettbewerben. Nach einer Erhöhung der Altersgrenze seitens der UEFA auf 19 Jahre werden seither lediglich Freundschaftsspiele des jüngeren Jahrgangs als Vorbereitung für die U-19-Nationalmannschaft bestritten.

## Geschichte
Die U-18-Auswahl trat 1963 erstmals beim UEFA-Juniorenturnier an, seit 1981 nahm sie regelmäßig an der Qualifikation zur neu eingeführten U-18-Europameisterschaft teil. Bis zur Erhöhung der Altersgrenze 2001 schaffte die Auswahlmannschaft fünfmal die Qualifikation für ein Endrundenturnier. Größter Erfolg war das Erreichen des Viertelfinals bei der EM-Endrunde 1990.

### Turnierbilanz bei U-18-Europameisterschaften
| 1981 | Gruppenphase       |
| 1982 | nicht qualifiziert |
| 1983 | Gruppenphase       |
| 1984 | nicht qualifiziert |
| 1986 | nicht qualifiziert |
| 1988 | nicht qualifiziert |
| 1990 | Viertelfinale      |
| 1992 | nicht qualifiziert |
| 1993 | nicht qualifiziert |
| 1994 | Gruppenphase       |
| 1995 | nicht qualifiziert |
| 1996 | nicht qualifiziert |
| 1997 | nicht qualifiziert |
| 1998 | nicht qualifiziert |
| 1999 | Gruppenphase       |
| 2000 | nicht qualifiziert |
| 2001 | nicht qualifiziert |